# 3481 Xianglupeak
3481 Xianglupeak este un asteroid din centura principală, descoperit pe 19 februarie 1982, de Peking Observatory.